# SKBH Schweizerische Krankenkasse für das Bau- und Holzgewerbe
Die SKBH Schweizerische Krankenkasse für das Bau- und Holzgewerbe mit Sitz in Zürich (bis 2010) und danach in Martigny war eine auf die Krankenversicherung, Taggeldversicherung und Unfallversicherung spezialisierte Schweizer Versicherungsgesellschaft. Kerngeschäft der in der Rechtsform einer Stiftung organisierten Krankenkasse bildete die Grundversicherung nach dem Krankenversicherungsgesetz. Sie war seit 1993 eine Mitgliedsgesellschaft der Groupe Mutuel. 2011 fusionierte sie mit weiteren Tochtergesellschaften der Groupe Mutuel zur Avenir Assurance Maladie SA und wurde daraufhin 2012 aus dem Handelsregister gelöscht.
Die SKBH zählte Ende 2007 rund 69.450 Versicherte und erzielte 2007 Prämieneinnahmen von 242,1 Millionen Schweizer Franken. Die Grundversicherung nach dem Krankenversicherungsgesetz bildet hierbei mit einem Anteil von rund 85 Prozent der gesamten Prämieneinnahmen das eigentliche Hauptgeschäft.
Die Schweizerische Krankenkasse für das Bau- und Holzgewerbe wurde als Verein 1902 vom Schweizerischen Holzarbeiterverband (SHAV) der wichtigsten Vorläuferorganisation der früheren Gewerkschaft Bau und Holz (GBH) gegründet. Unter der Leitung des damaligen Präsidenten, Vasco Pedrina, erfolgte 1993 die Zusammenarbeit mit der Groupe Mutuel. Diese übernahm danach die administrative Leitung. Die SKBH war jedoch weiterhin eine rechtlich selbständige Gesellschaft. Obschon keine direkte Verbindung mehr zu einer Gewerkschaft bestand, waren im Stiftungsrat einige Jahre lang weiterhin mehrere gewerkschaftsnahe Mitglieder vertreten.